# Sysop
Sysop is de afkorting van system operator. Het is een functie in een datacenter, het is daar de beheerder van een multi-user computer. In de tijd van de bulletin board systems BBS werd de beheerder zo genoemd, maar ook mensen die mainframes bedienen worden wel sysops genoemd. Sommige mensen zien het als synoniem voor moderator.